# Príncipe elector

La birreta germánica era el símbolo de los electores del Imperio.

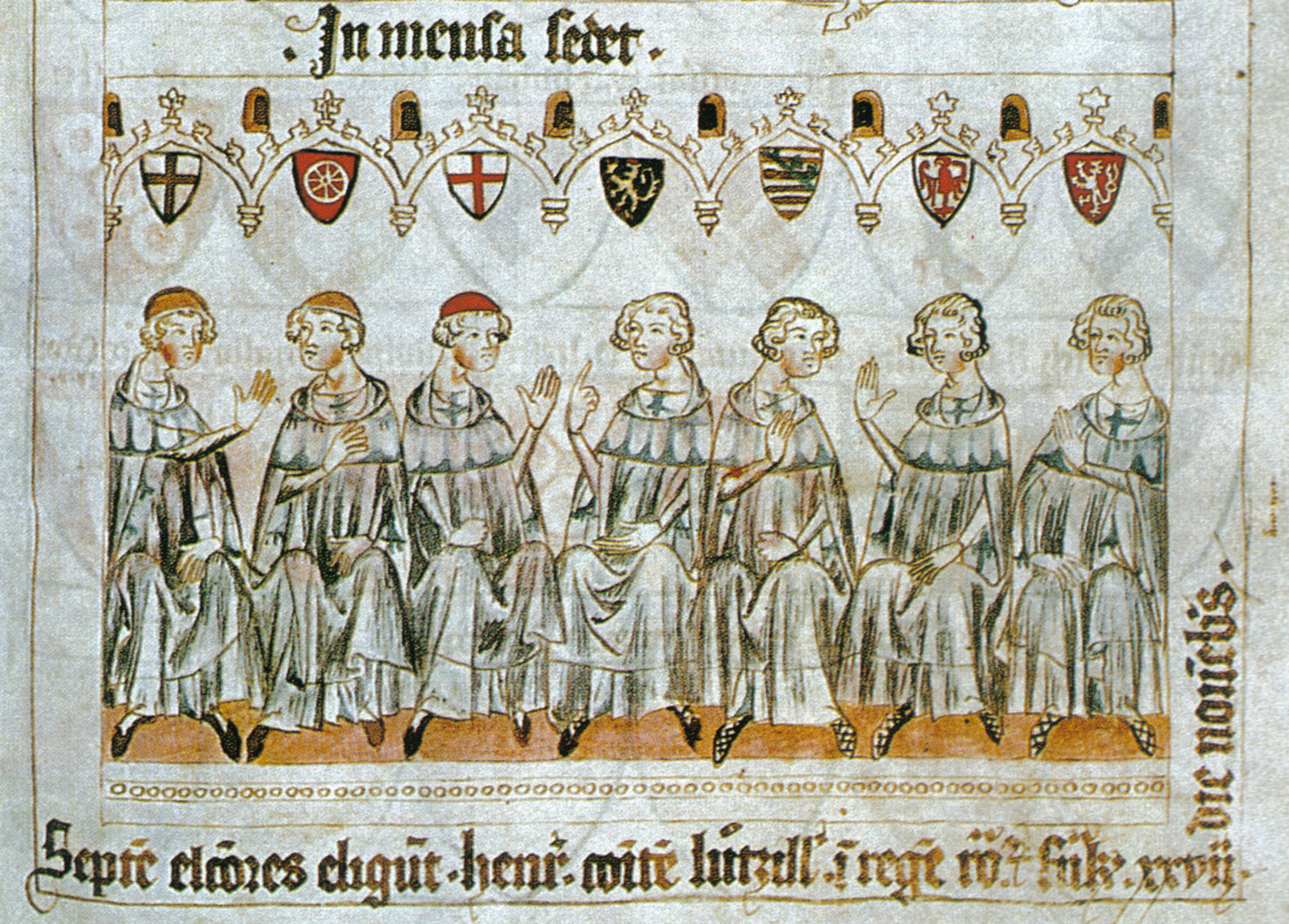
Los siete electores de Enrique VII del Sacro Imperio Romano Germánico, miniatura del Codex Balduineus.

El príncipe elector o príncipe electoral (en alemán: Kurfürst) era un miembro del colegio electoral que tenía la función de elegir a los emperadores del Sacro Imperio Romano Germánico. Se definen sus funciones y los primeros príncipes electores por la Bula de Oro de 1356. Desde el siglo XV en realidad se limitaban a formalizar lo que era, de hecho, una sucesión dinástica. Formalmente, elegían al rey de romanos, que se convertía en emperador del Sacro Imperio únicamente cuando era coronado por el papa. Carlos V (Carlos I de España) fue el último en ser realmente coronado; todos sus sucesores fueron meramente "emperadores electos". Los electores se encontraban entre los príncipes del Imperio, pero tenían ciertos privilegios (además de los electorales), que se perdían cuando eran destituidos de su cargo de elector. 
Durante una gran parte de la historia del Sacro Imperio (legalmente desde el siglo XIV) hubo siete electores: los arzobispos de Maguncia (Mainz en alemán), Tréveris y Colonia, el rey de Bohemia, el conde palatino del Rin, el duque de Sajonia y el margrave de Brandeburgo. Los tres últimos son conocidos también como el elector palatino, el elector de Sajonia y el elector de Brandeburgo, respectivamente. Durante el siglo XVII se añadieron otros electores, que incluían los duques de Baviera (electores de Baviera) y los duques de Brunswick-Luneburgo (electores de Hannover). A comienzos del siglo XIX se crearon nuevos electores, pero nunca participaron en ninguna elección, ya que el Sacro Imperio fue abolido el 8 de agosto de 1806 bajo presiones de Napoleón Bonaparte.

## Composición

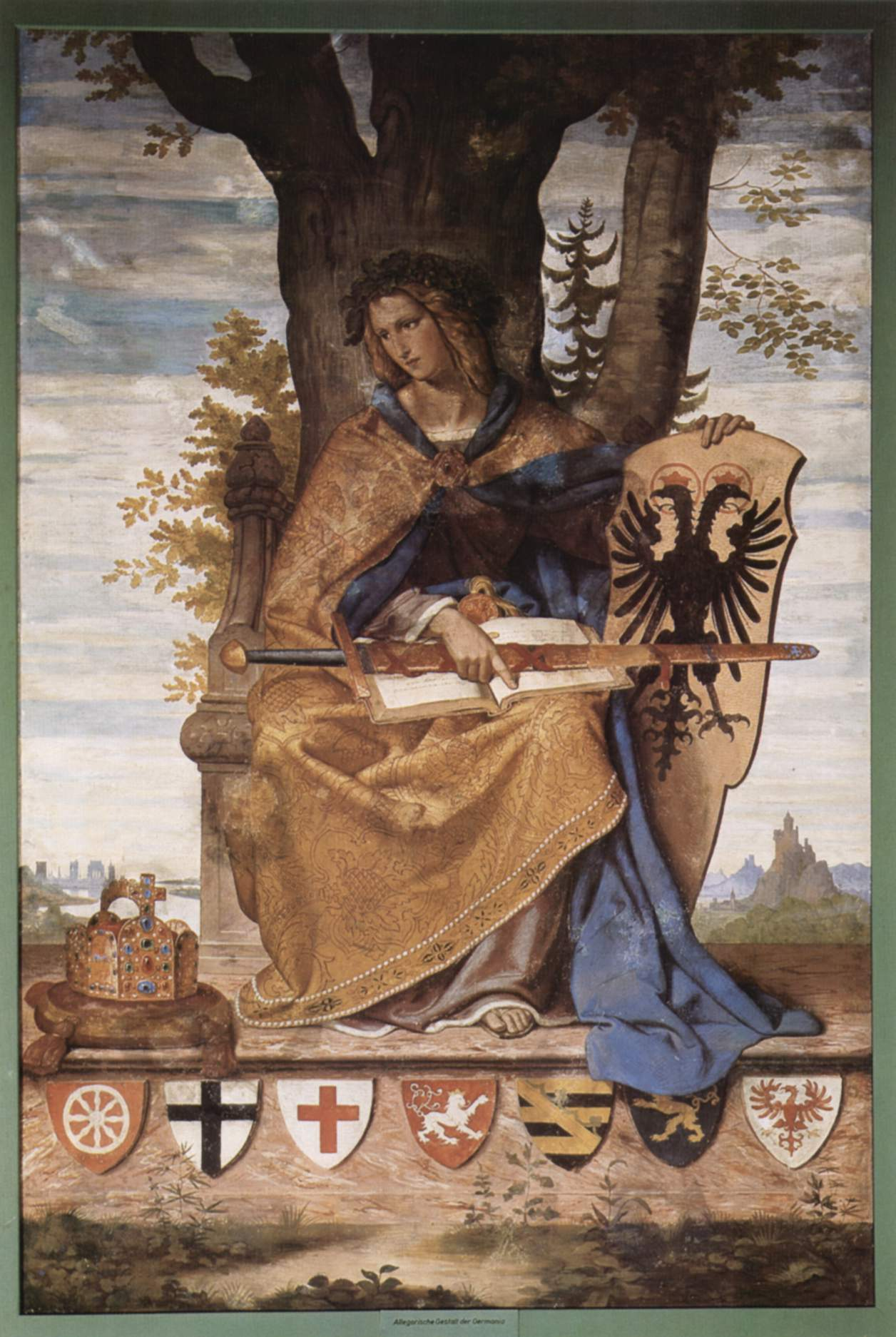
Escudos de Armas representando los siete originales electores con la figura de Germania.

La práctica germana de elegir monarcas entre las antiguas tribus germánicas originó coaliciones y se eligieron líderes entre ellas. Los francos celebraban irregularmente las elecciones, cuyos estados sucesores dieron lugar a Francia y Alemania. La monarquía francesa se convirtió finalmente en hereditaria, pero la monarquía alemana continuó siendo legitimada por medio de elecciones. Mientras que todos los hombres ejercían originalmente el derecho a votar en dichas elecciones, el sufragio se fue convirtiendo en un derecho limitado a los líderes del reino. En la elección de Lotario II en 1125, un pequeño número de nobles eminentes eligieron al monarca y posteriormente los restantes dieron su aprobación. El derecho a escoger monarca pasó pronto a ser incumbencia de un exclusivo grupo de príncipes, y se abandonó el procedimiento que requería la aprobación del resto de los nobles. El colegio de electores fue mencionado en 1152 y de nuevo en 1198. Una carta del papa Urbano IV sugiere la "inmemorial costumbre" de siete príncipes eligiendo al monarca. En 1253 el colegio electoral estaba formado por:
- Tres electores eclesiásticos:
  - Arzobispo de Maguncia;
  - Arzobispo de Tréveris;
  - Arzobispo de Colonia;

- Cuatro electores seculares:
  - El rey de Bohemia;
  - El margrave de Brandeburgo;
  - El conde palatino del Rin y duque de Baviera;
  - El duque de Sajonia.

Los tres arzobispos se contaban entre los más ricos y poderosos de Europa, mientras que los duques controlaban el ancestral territorio franco. Los siete fueron mencionados como los votantes en la elección de 1157 que resultó en la elección de dos reyes.
El Palatinado y Baviera eran gobernados al principio por la misma persona, pero en 1253 se dividieron entre dos miembros de la dinastía Wittelsbach. Los otros electores se negaron a permitir a dos príncipes de la misma dinastía tuvieran derechos electorales. Mientras tanto el rey de Bohemia, que había ocupado puestos imperiales, pretendió conseguir su derecho a participar en elecciones pero fue cuestionado, ya que su reino no era germánico, aunque usualmente era reconocido en lugar de Baviera, que era gobernada por una línea más joven de los Wittelsbach. En 1268 se produce un nuevo cambio dentro del Colegio de Electores, cuando falleció el último conde de Suabia, Conradino de Hohenstaufen. Conradino había centrado sus esfuerzos en recuperar el reino de Sicilia, tras la derrota de su padre Manfredo a manos de los franceses liderados por Carlos de Anjou; sin embargo el joven príncipe alemán fue derrotado en la Batalla de Tagliacozzo y ejecutado poco después en Nápoles. Con su muerte Suabia se fragmentó en varios estados y su puesto en el Colegio fue ocupado por el margrave de Brandeburgo.
La declaración de Rhense en 1338 por seis electores resolvió que la elección por todos o la mayoría de los electores confería el título real y control sobre el imperio sin confirmación papal. La bula de 1356 resolvió  finalmente las disputas entre los electores que tenía derecho a elegir al rey; según ella, estaría formado por:
- Tres electores eclesiásticos:
  - arzobispo de Maguncia;
  - arzobispo de Tréveris;
  - arzobispo de Colonia;

- Cuatro electores seculares:
  - rey de Bohemia;
  - margrave de Brandeburgo;
  - conde palatino del Rin
  - duque de Sajonia.

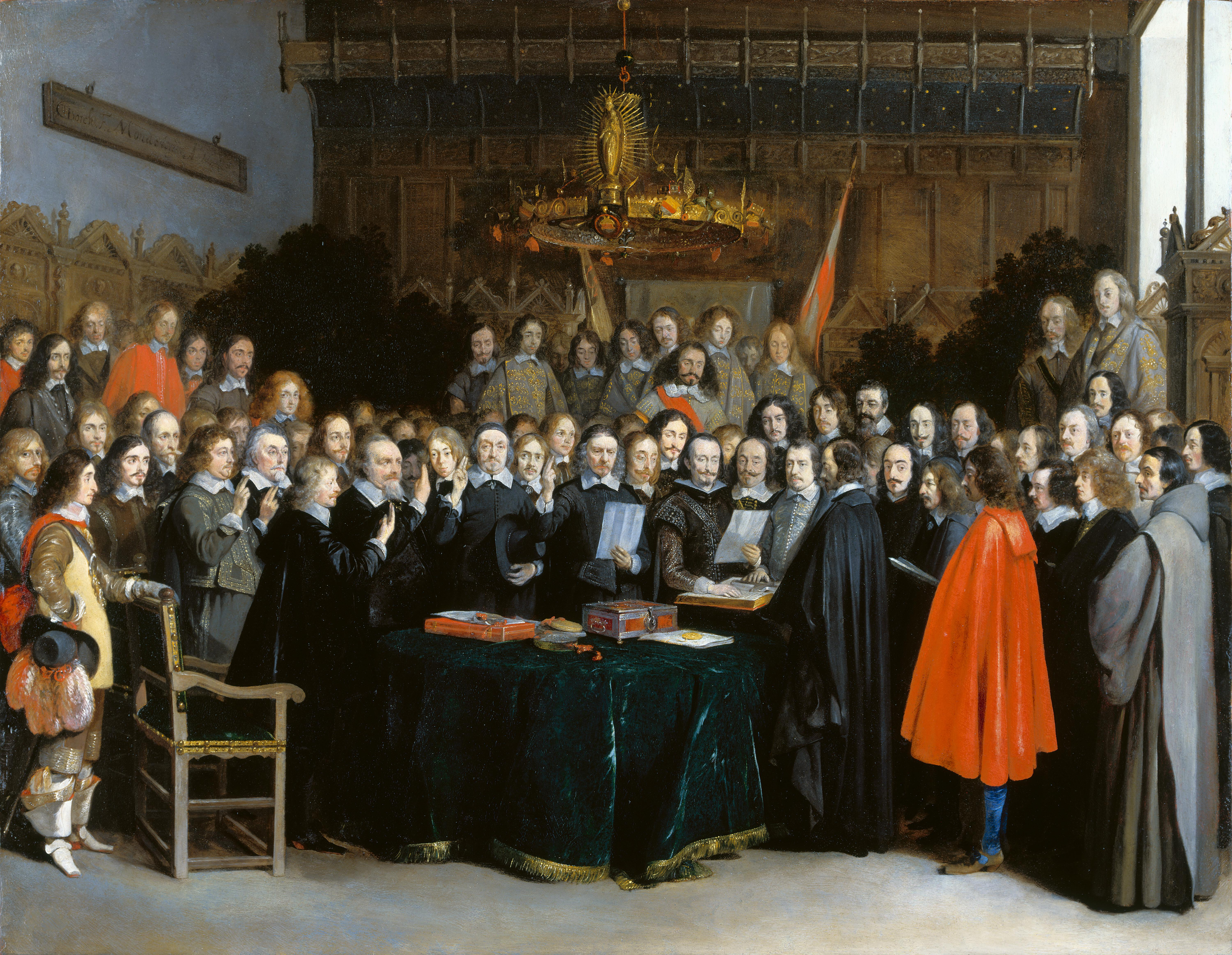
La ratificación del Tratado de Münster por Gerard ter Borch.

En 1526, la casa de Habsburgo, familia de la que provenían todos los emperadores electos del Sacro Imperio desde 1440, obtuvo voto en el Colegio de Electores con la adquisición de Bohemia, así, Fernando I se convirtió en rey de Bohemia adquiriendo el derecho elector. 
La composición del colegio se mantuvo sin cambios hasta el siglo XVII. En 1621, al elector palatino Federico V se le prohibió participar en la elección por su implicación en la guerra de los Treinta Años. El lugar del elector palatino fue transferido al duque de Baviera, la cabeza de una rama inferior de la familia. Cuando finalizó la guerra con el Tratado de Münster (parte de la Paz de Westfalia) en 1648, se creó un nuevo electorado para el conde palatino del Rin. Como el elector de Baviera conservó su voto, el número de electores se incrementó a ocho. 
En 1692, como resultado de la herencia del Palatinado por una rama católica de la familia Wittelsbach, que amenazaba con alterar el balance religioso del Colegio de electores, el número se elevó a nueve, dándole un puesto al duque de Brunswick-Luneburgo, que sería conocido como el elector de Hanover. En 1777, el número de electores fue reducido a ocho cuando el elector palatino heredó Baviera.
Muchos cambios en la composición del colegio fueron realizados por Napoleón Bonaparte. El tratado de Lunéville (1801), que cedió la ribera izquierda del Rin a Francia, llevó a la abolición de los arzobispados de Tréveris y Colonia, y la transferencia del elector de Maguncia a Ratisbona. En 1803, se crearon electorados para el duque de Wurtemberg, el margrave de Baden, el landgrave de Hesse-Kassel y el duque de Salzburgo, llegando el total de electores a diez. Cuando Austria se anexionó Salzburgo mediante el tratado de Bratislava (1805), el duque de Salzburgo se trasladó al Gran Ducado de Wurzburgo y retuvo su electorado. Ninguno de los nuevos electores tuvo la oportunidad de votar, debido a que el Sacro Imperio Romano Germánico fue abolido en 1806, y los nuevos electores nunca fueron confirmados por el emperador.

## Grandes Dignidades
Cada elector tenía un llamado "Alto Cargo del Imperio" (Reichserzämter), similar a un puesto de gabinete en la actualidad, y era miembro de la Corte Imperial. Los tres electores eclesiásticos se convertían en Archicancilleres (en alemán: Erzkanzler, en latín: Archicancellarius) el arzobispo de Maguncia se convertía en Archicanciller de Germania, el arzobispo de Colonia se convertía en Archicanciller de Italia y el arzobispo de Tréveris se convertía en Archicanciller de Borgoña. A los electores seculares se les concedían cargos heráldicos en sus respectivos escudos de armas que reflejaban sus posiciones en la corte. Estos aumentos se mostraban de tres formas alternativas: en primer lugar, como un escusón en su escudo de armas (como en el caso del Archimayordomo, el tesorero y el chambelán); en segundo lugar, como emplazamientos diestros (como en el caso del Archimariscal y el Archibanderado); y en tercer lugar, integrados en la carga dentro del escudo (como en el caso del Archicopero, donde el León de Bohemia adquirió una "corona simple" sostenida en su pata diestra).

## Cronología del colegio de electores
| Escudo                            | Electores                         | Años          | Años      | Años      | Años      | Años      | Años      | Años      | Años | Años | Años |
| Escudo                            | Electores                         | orígenes-1257 | 1257-1268 | 1268-1621 | 1621-1648 | 1648-1692 | 1692-1777 | 1777-1801 | 1801 | 1803 | 1805 |
| Príncipes electores eclesiásticos |                                   |               |           |           |           |           |           |           |      |      |      |
|                                   | Electorado de Maguncia            |               |           |           |           |           |           |           |      |      |      |
|                                   | Arzobispado de Colonia            |               |           |           |           |           |           |           |      |      |      |
|                                   | Electorado de Tréveris            |               |           |           |           |           |           |           |      |      |      |
| Príncipes electores seculares     |                                   |               |           |           |           |           |           |           |      |      |      |
|                                   | Reino de Bohemia                  |               |           |           |           |           |           |           |      |      |      |
|                                   | Electorado de Sajonia             |               |           |           |           |           |           |           |      |      |      |
|                                   | Ducado de Suabia                  |               |           |           |           |           |           |           |      |      |      |
|                                   | Margraviato de Brandeburgo        |               |           |           |           |           |           |           |      |      |      |
|                                   | Electorado del Palatinado         |               |           |           |           |           |           |           |      |      |      |
|                                   | Electorado de Baviera             |               |           |           |           |           |           |           |      |      |      |
|                                   | Electorado de Brunswick-Luneburgo |               |           |           |           |           |           |           |      |      |      |
|                                   | Electorado de Wurtemberg          |               |           |           |           |           |           |           |      |      |      |
|                                   | Electorado de Baden               |               |           |           |           |           |           |           |      |      |      |
|                                   | Hesse-Kassel                      |               |           |           |           |           |           |           |      |      |      |
|                                   | Electorado de Salzburgo           |               |           |           |           |           |           |           |      |      |      |
|                                   | Gran Ducado de Wurzburgo          |               |           |           |           |           |           |           |      |      |      |